# Renard Czajkowski
Renard Czajkowski (ur. 24 listopada 1934 w Bedlnie, zm. 31 sierpnia 2000 w Poznaniu) – polski dyrygent i pedagog, profesor Akademii Muzycznej w Poznaniu. 

## Życiorys
Urodził się w 1934 w Bedlnie kolo Kutna. Był absolwentem Państwowej Wyższej Szkoły Muzycznej w Katowicach. W 1964 zdobył laury w konkursie dyrygenckim w Katowicach, a w 1968 w Brukseli. Współpracował z Filharmoniami: Śląską, Szczecińską i Krakowską. W latach 1971–1978 kierował Państwową Filharmonią w Poznaniu. 
W marcu 1971 prowadził w Paryżu Orkiestrę Radia i Telewizji Francuskiej, dyrygował też brukselską orkiestrą symfoniczną. Koncertował w wielu krajach Europy, m.in. w Hiszpanii, Bułgarii, Czechosłowacji, ZSRR, Włoszech. Występował jako pierwszy gościnny dyrygent Orkiestry Symfonicznej w Gavleborgu w Szwecji (1974-1978). Współpracował z takimi solistami, jak: Dawid Ojstrach, Witold Małcużyński, E. Auer, Nikita Magaloff, R. Kerner.
W latach 1978–1980 był kierownikiem artystycznym Filharmonii Pomorskiej w Bydgoszczy. Wykazując sentyment do muzyki współczesnej, zaprezentował m.in. dzieła kompozytorów poznańskich. W 1980 w ramach koncertu symfonicznego przedstawił bydgoskie prawykonania „Ballady na orkiestrę” Franciszka Woźniaka oraz „Koncertu organowego” Zenona Schuberta.
W 1980 powrócił do Poznania, gdzie do 1987 był dyrektorem i kierownikiem artystycznym Filharmonii i prowadził klasę dyrygentury w poznańskiej Akademii Muzycznej. Równolegle współpracował (do 1991) z Orkiestrą Symfoniczną w Jyväskylä w Finlandii. Wielokrotnie dyrygował oraz był członkiem jury w Konkursach Skrzypcowych im Henryka Wieniawskiego. 
Zmarł w 2000 w Poznaniu. Został pochowany na Cmentarzu Junikowo w Poznaniu (pole 2-2-15-5).

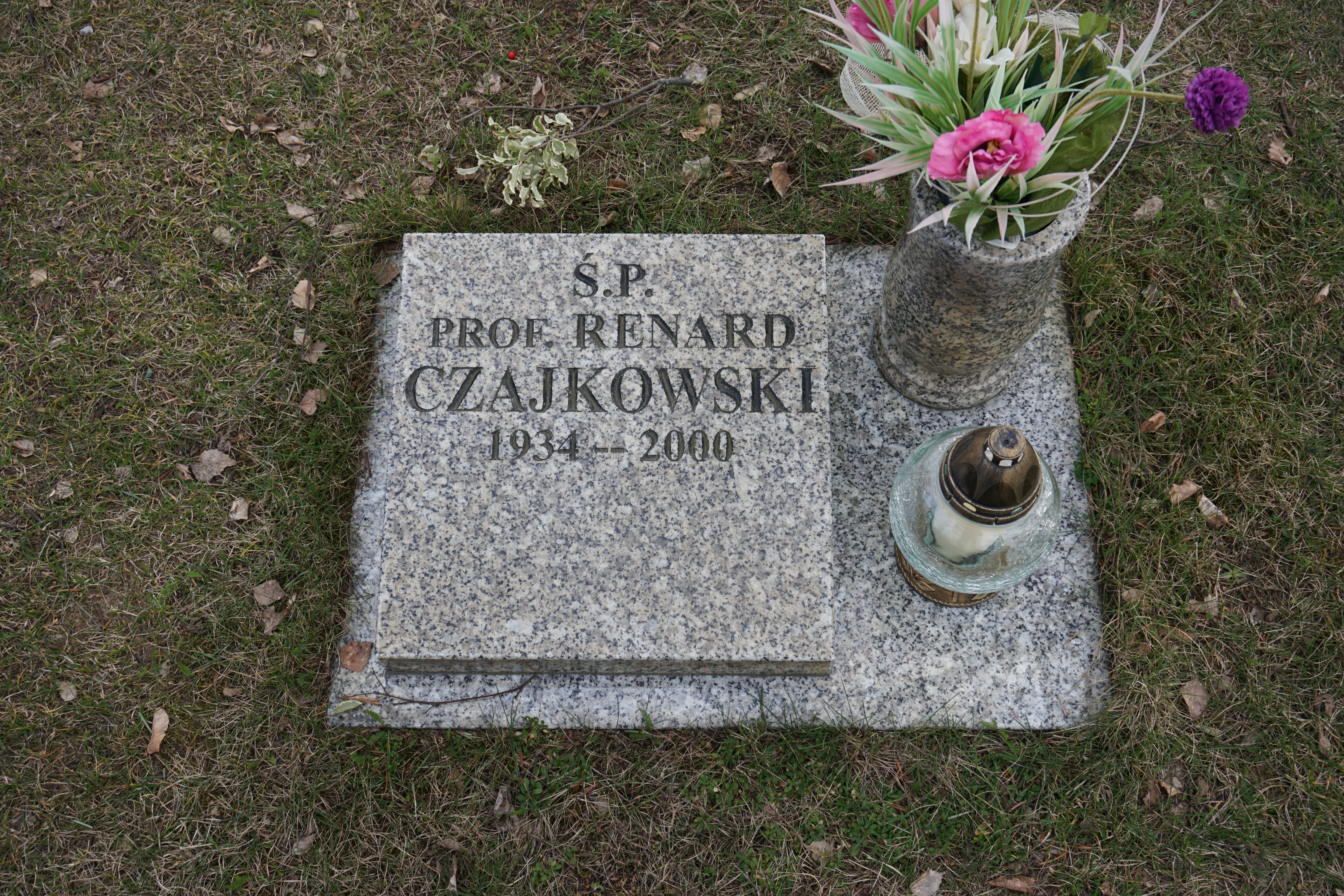
Grób prof. Renarda Czajkowskiego na Cmentarzu Junikowskim